# Basketball Champions League 2017-2018
La Basketball Champions League 2017-2018 è stata la 2ª edizione della principale competizione europea per club di pallacanestro organizzata da FIBA Europe.
Si è svolta dal 19 settembre 2017 al 6 maggio 2018. La Final four è stata ospitata ad Atene presso l'OAKA, ed è stata vinta dai padroni di casa dell'AEK che hanno superato il Monaco in finale.

## Formato
Hanno partecipato alla stagione regolare 32 squadre, 24 qualificate direttamente e altre otto provenienti dai turni preliminari disputati da 32 compagini. La partecipazione alla champions league avviene tramite il piazzamento nei campionati nazionali della precedente stagione secondo il ranking stabilito dalla FIBA, in caso che una squadra che ne abbia diritto rinunci, il suo posto può essere occupato sia da una squadra della stessa nazione che da quella di un altro paese.
Ogni squadra deve schierare un minimo di cinque giocatori di formazione nazionale nel caso porti a referto più di dieci giocatori, in caso contrario almeno quattro.

## Partecipanti
| Stagione regolare               | Stagione regolare          | Stagione regolare          | Stagione regolare           |
| ------------------------------- | -------------------------- | -------------------------- | --------------------------- |
| Élan Chalon (Campione)          | Reyer Venezia (Campione)   | EWE Oldenburg (2°)         | Hapoel Holon (5°)           |
| Strasburgo(2°)                  | Scandone Avellino (4°)     | Bayreuth (5°)              | Ventspils (2°)              |
| Monaco (5°)                     | Dinamo Sassari (5°)        | Canarias Tenerife (5°)     | Neptūnas Klaipėda (4°)      |
| AEK Atene (3°)                  | Beşiktaş (2°)              | Murcia (9°)                | Zielona Góra (Campione)     |
| Aris Salonicco (4°)             | Bandırma Banvit (5°)       | Ostenda (Campione)         | Enisey Krasnojarsk (6°)     |
| PAOK Salonicco (5°)             | Gaziantep BŞB (7°)         | ČEZ Nymburk (Campione)     | Olimpija Lubiana (Campione) |
| Terzo turno di qualificazione   |                            |                            |                             |
| Brussels (2°)                   | Telekom Bonn (7°)          | Juventus Utena (5°)        | Estudiantes (11°)           |
| Nanterre 92 (3°)                | Orlandina (8°)             | Rosa Radom (6°)            | Karşıyaka (9°)              |
| Secondo turno di qualificazione |                            |                            |                             |
| Akademik Sofia (Campione)       | Joensuun Kataja (Campione) | Mornar Bar (2°)            | Nižnij Novgorod (9°)        |
| Bakken Bears (Campione)         | Alba Fehérvár (Campione)   | U Cluj (Campione)          | Budivelnyk Kiev (Campione)  |
| Primo turno di qualificazione   |                            |                            |                             |
| Kapfenberg Bulls (Campione)     | Keravnos (Campione)        | Pristina (Campione)        | Benfica (Campione)          |
| Cmoki Minsk (Campione)          | Kalev/Cramo (Campione)     | Prienai (6°)               | Avtodor Saratov (10°)       |
| Anversa Giants (3°)             | Dinamo Tbilisi (Campione)  | Karpoš Sokoli (2°)         | Joventut Badalona (14°)     |
| Bosna Royal (2°)                | R. Ludwigsburg (8°)        | Donar Groningen (Campione) | Luleå (Campione)            |

## Date
| Fase                    | turno                           | sorteggio        | andata                       | ritorno                      |
| ----------------------- | ------------------------------- | ---------------- | ---------------------------- | ---------------------------- |
| Turni di qualificazione | primo turno di qualificazione   | 11 luglio 2017   | 19 settembre 2017            | 21 settembre 2017            |
| Turni di qualificazione | secondo turno di qualificazione | 11 luglio 2017   | 24 settembre 2017            | 26 settembre 2017            |
| Turni di qualificazione | terzo turno di qualificazione   | 11 luglio 2017   | 29 settembre 2017            | 2 ottobre 2017               |
| Fase a gruppi           | giornata 1                      | 11 luglio 2017   | 10–11 ottobre 2017           | 10–11 ottobre 2017           |
| Fase a gruppi           | giornata 2                      | 11 luglio 2017   | 17–18 ottobre 2017           | 17–18 ottobre 2017           |
| Fase a gruppi           | giornata 3                      | 11 luglio 2017   | 24–25 ottobre 2017           | 24–25 ottobre 2017           |
| Fase a gruppi           | giornata 4                      | 11 luglio 2017   | 31 ottobre – 1 novembre 2017 | 31 ottobre – 1 novembre 2017 |
| Fase a gruppi           | giornata 5                      | 11 luglio 2017   | 7–8 novembre 2017            | 7–8 novembre 2017            |
| Fase a gruppi           | giornata 6                      | 11 luglio 2017   | 14–15 novembre 2017          | 14–15 novembre 2017          |
| Fase a gruppi           | giornata 7                      | 11 luglio 2017   | 5–6 dicembre 2017            | 5–6 dicembre 2017            |
| Fase a gruppi           | giornata 8                      | 11 luglio 2017   | 12–13 dicembre 2017          | 12–13 dicembre 2017          |
| Fase a gruppi           | giornata 9                      | 11 luglio 2017   | 19–20 dicembre 2017          | 19–20 dicembre 2017          |
| Fase a gruppi           | giornata 10                     | 11 luglio 2017   | 9–10 gennaio 2018            | 9–10 gennaio 2018            |
| Fase a gruppi           | giornata 11                     | 11 luglio 2017   | 16–17 gennaio 2018           | 16–17 gennaio 2018           |
| Fase a gruppi           | giornata 12                     | 11 luglio 2017   | 23–24 gennaio 2018           | 23–24 gennaio 2018           |
| Fase a gruppi           | giornata 13                     | 11 luglio 2017   | 30–31 gennaio 2018           | 30–31 gennaio 2018           |
| Fase a gruppi           | giornata 14                     | 11 luglio 2017   | 6–7 febbraio 2018            | 6–7 febbraio 2018            |
| Playoff                 | Ottavi di finale                | 14 febbraio 2018 | 6–7 marzo 2018               | 13–14 marzo 2018             |
| Playoff                 | Quarti di finale                | 14 febbraio 2018 | 27–28 marzo 2018             | 3–4 aprile 2018              |
| Final Four              | Semifinali                      | 12 Aprile 2018   | 4 maggio 2018                | 4 maggio 2018                |
| Final Four              | Finale                          | 12 Aprile 2018   | 6 maggio 2018                | 6 maggio 2018                |

## Preliminari

### Primo turno
| Squadra 1        | Totale  | Squadra 2          | Andata | Ritorno |
| ---------------- | ------- | ------------------ | ------ | ------- |
| Dinamo Tbilisi   | 126-158 | Joventut Badalona  | 60-72  | 66-86   |
| Keravnos         | 139-146 | Avtodor Saratov    | 72-83  | 67-63   |
| Bosna Royal      | 118-187 | Riesen Ludwigsburg | 59-85  | 59-102  |
| Karpoš Sokoli    | 160-165 | Kalev/Cramo        | 79-87  | 81-78   |
| Donar Groningen  | 159-138 | Vytautas           | 75-77  | 84-61   |
| Pristina         | 124-146 | Cmoki Minsk        | 50-57  | 74-89   |
| Kapfenberg Bulls | 134-142 | Benfica            | 72-75  | 62-67   |
| Luleå            | 153-164 | Anversa Giants     | 79-81  | 59-81   |

### Secondo turno
| Squadra 1          | Totale  | Squadra 2       | Andata | Ritorno |
| ------------------ | ------- | --------------- | ------ | ------- |
| Joventut Badalona  | 146-150 | Joensuun Kataja | 75-79  | 71-71   |
| Avtodor Saratov    | 158-132 | Mornar Bar      | 88-70  | 70-62   |
| Benfica            | 153-178 | Lukoil Academic | 82-91  | 71-87   |
| Anversa Giants     | 156-149 | Nizhny Novgorod | 90-87  | 66-62   |
| Donar Groningen    | 169-163 | Bakken Bears    | 78-80  | 91-83   |
| Riesen Ludwigsburg | 166-149 | Cluj-Napoca     | 78-72  | 88-77   |
| Cmoki Minsk        | 129-117 | Budivelnyk Kiev | 69-64  | 60-53   |
| Kalev/Cramo        | 142-150 | Alba Fehérvár   | 78-71  | 64-79   |

### Terzo turno
| Squadra 1          | Totale  | Squadra 2      | Andata | Ritorno |
| ------------------ | ------- | -------------- | ------ | ------- |
| Cmoki Minsk        | 143-148 | Nanterre 92    | 68-68  | 75-80   |
| Anversa Giants     | 145-152 | Rosa Radom     | 75-69  | 70-83   |
| Avtodor Saratov    | 129-161 | Orlandina      | 70-69  | 59-92   |
| Lukoil Academic    | 160-168 | Juventus Utena | 81-82  | 79-86   |
| Joensuun Kataja    | 151-175 | Telekom Bonn   | 70-90  | 81-85   |
| Donar Groningen    | 145-153 | Estudiantes    | 76-76  | 69-77   |
| Alba Fehérvár      | 164-171 | Karşıyaka      | 92-90  | 72-81   |
| Riesen Ludwigsburg | 160-109 | Brussels       | 85-59  | 75-50   |

## Fase a gironi
| Qualificata Ottavi            |
| Retrocessa in FIBA Europe Cup |
| Eliminata                     |

### Gruppo A
|    | Squadra            | P.ti | G  | V  | P  | PF   | PS   | DP   | SD |
| -- | ------------------ | ---- | -- | -- | -- | ---- | ---- | ---- | -- |
| 1. | Monaco             | 27   | 14 | 13 | 1  | 1191 | 952  | +239 |    |
| 2. | Karşıyaka          | 24   | 14 | 10 | 4  | 1192 | 1160 | +32  |    |
| 3. | EWE Oldenburg      | 23   | 14 | 9  | 5  | 1192 | 1142 | +50  |    |
| 4. | Murcia             | 21   | 14 | 7  | 7  | 1096 | 1105 | -9   | +1 |
| 5. | Dinamo Sassari     | 21   | 14 | 7  | 7  | 1158 | 1174 | -16  | -1 |
| 6. | Juventus Utena     | 18   | 14 | 4  | 10 | 1105 | 1193 | -88  |    |
| 7. | Hapoel Holon       | 17   | 14 | 3  | 11 | 1160 | 1244 | -84  | +1 |
| 8. | Enisey Krasnojarsk | 17   | 14 | 3  | 11 | 1064 | 1188 | -124 | -1 |

| Squadra   | ENI      | HOL     | JUV      | KAR     | MON     | MUR      | OLD     | SAS      |
| --------- | -------- | ------- | -------- | ------- | ------- | -------- | ------- | -------- |
| Enisey    | —        | 98 – 93 | 85 – 81  | 74 – 81 | 65 – 94 | 62 – 68  | 53 – 79 | 65 – 75  |
| Holon     | 81 – 75  | —       | 106 – 91 | 93 – 95 | 56 – 85 | 75 – 81  | 94 – 90 | 92 – 103 |
| Utena     | 81 – 73  | 71 – 69 | —        | 76 – 82 | 85 – 92 | 83 – 93  | 73 – 77 | 90 – 85  |
| Karsiyaka | 97 – 81  | 98 – 91 | 90 – 78  | —       | 84 – 77 | 79 – 72  | 85 – 86 | 70 – 79  |
| Monaco    | 89 – 73  | 94 – 64 | 90 – 53  | 79 – 65 | —       | 83 – 75  | 88 – 73 | 87 – 55  |
| Murcia    | 82 – 77  | 78 – 76 | 56 – 70  | 91 – 96 | 63 – 68 | —        | 85 – 65 | 78 – 83  |
| Oldenburg | 86 – 89  | 87 – 86 | 102 – 95 | 96 – 82 | 78 – 84 | 100 – 80 | —       | 90 – 72  |
| Sassari   | 101 – 94 | 98 – 84 | 93 – 78  | 87 – 88 | 63 – 81 | 88 – 94  | 76 – 83 | —        |

### Gruppo B

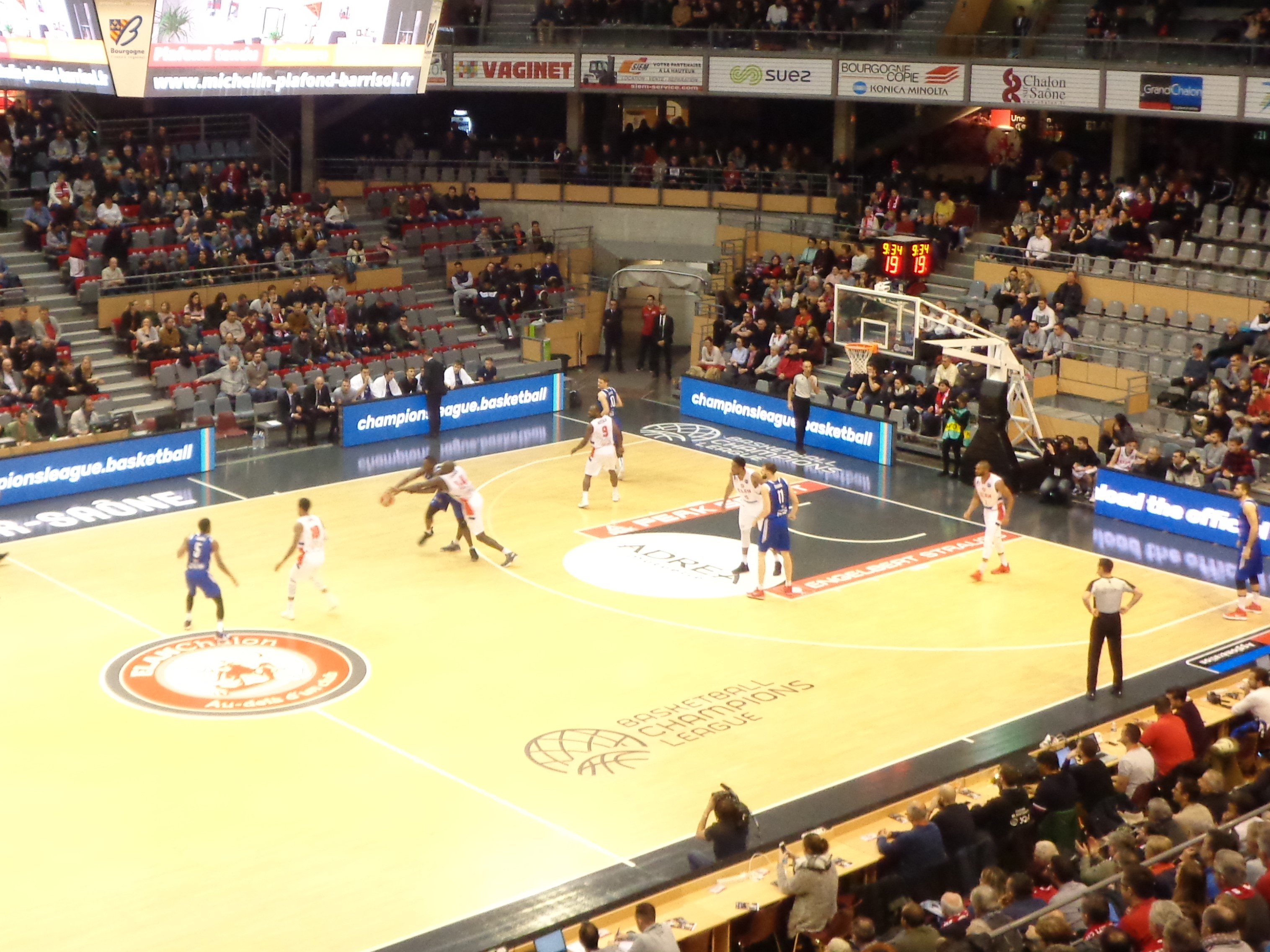
Elan Chalon - Neptunas

|    | Squadra           | P.ti | G  | V  | P  | PF   | PS   | DP   | SD  |
| -- | ----------------- | ---- | -- | -- | -- | ---- | ---- | ---- | --- |
| 1. | Canarias Tenerife | 26   | 14 | 12 | 2  | 1155 | 921  | +230 | 2-0 |
| 2. | R. Ludwigsburg    | 26   | 14 | 12 | 2  | 1139 | 974  | +165 | 0-2 |
| 3. | PAOK Salonicco    | 21   | 14 | 7  | 7  | 1061 | 1070 | -9   | +8  |
| 4. | Neptūnas Klaipėda | 21   | 14 | 7  | 7  | 1164 | 1116 | +48  | -8  |
| 5. | Ventspils         | 20   | 14 | 6  | 8  | 1034 | 1085 | -51  | 2-0 |
| 6. | Élan Chalon       | 20   | 14 | 6  | 8  | 1018 | 1031 | -13  | 0-2 |
| 7. | Gaziantep BŞB     | 18   | 14 | 4  | 10 | 1033 | 1192 | -159 |     |
| 8. | Orlandina         | 16   | 14 | 2  | 12 | 887  | 1102 | -215 |     |

| Squadra     | CHA     | GAZ      | LUD     | NEP     | ORL     | SAL      | TEN      | VEN     |
| ----------- | ------- | -------- | ------- | ------- | ------- | -------- | -------- | ------- |
| Chalon      | —       | 85 – 60  | 56 – 70 | 86 – 81 | 67 – 55 | 75 – 61  | 61 – 73  | 69 – 75 |
| Gaziantep   | 68 – 73 | —        | 67 – 72 | 98 – 94 | 82 – 77 | 65 – 77  | 74 – 87  | 74 – 99 |
| Ludwigsburg | 94 – 74 | 86 – 74  | —       | 95 – 83 | 86 – 61 | 103 – 70 | 62 – 83  | 84 – 68 |
| Neptunas    | 75 – 73 | 114 – 73 | 71 – 87 | —       | 99 – 62 | 82 – 69  | 67 – 83  | 87 – 80 |
| Orlandina   | 69 – 79 | 83 – 57  | 61 – 72 | 60 – 90 | —       | 58 – 63  | 59 – 106 | 68 – 79 |
| Salonicco   | 90 – 81 | 82 – 85  | 63 – 83 | 91 – 70 | 79 – 61 | —        | 74 – 79  | 83 – 76 |
| Tenerife    | 82 – 62 | 72 – 53  | 82 – 72 | 90 – 67 | 88 – 47 | 93 – 79  | —        | 65 – 71 |
| Ventspils   | 78 – 77 | 91 – 103 | 61 – 73 | 69 – 84 | 55 – 66 | 59 – 80  | 73 – 72  | —       |

### Gruppo C
|    | Squadra          | P.ti | G  | V | P  | PF   | PS   | DP   | SD        |
| -- | ---------------- | ---- | -- | - | -- | ---- | ---- | ---- | --------- |
| 1. | Strasburgo       | 23   | 14 | 9 | 5  | 1103 | 1055 | +48  | 2-0       |
| 2. | Bandırma Banvit  | 23   | 14 | 9 | 5  | 1080 | 1039 | +41  | 0-2       |
| 3. | AEK Atene        | 22   | 14 | 8 | 6  | 1149 | 1110 | +39  | 4-2       |
| 4. | Bayreuth         | 22   | 14 | 8 | 6  | 1145 | 1115 | +30  | 3-3 (+12) |
| 5. | Estudiantes      | 22   | 14 | 8 | 6  | 1117 | 1076 | +41  | 3-3 (-1)  |
| 6. | Reyer Venezia    | 22   | 14 | 8 | 6  | 1146 | 1140 | +6   | 2-4       |
| 7. | Olimpija Lubiana | 18   | 14 | 4 | 10 | 996  | 1105 | -109 |           |
| 8. | Rosa Radom       | 16   | 14 | 2 | 12 | 1032 | 1128 | -96  |           |

| Squadra        | AEK     | BAN     | BAY     | EST     | ROS      | STR     | UNI     | VEN     |
| -------------- | ------- | ------- | ------- | ------- | -------- | ------- | ------- | ------- |
| AEK Atene      | —       | 70 – 74 | 83 – 81 | 79 – 87 | 96 – 92  | 87 – 88 | 91 – 73 | 84 – 64 |
| Banvit         | 78 – 71 | —       | 85 – 74 | 82 – 80 | 74 – 64  | 63 – 80 | 87 – 83 | 90 – 62 |
| Bayreuth       | 80 – 73 | 76 – 88 | —       | 84 – 90 | 90 – 85  | 82 – 80 | 78 – 79 | 89 – 81 |
| Estudiantes    | 78 – 85 | 78 – 73 | 68 – 76 | —       | 78 – 68  | 81 – 65 | 75 – 81 | 81 – 80 |
| Rosa Radom     | 63 – 69 | 49 – 48 | 79 – 96 | 77 – 84 | —        | 63 – 74 | 75 – 58 | 71 – 81 |
| Strasburgo     | 80 – 78 | 87 – 72 | 77 – 82 | 77 – 74 | 98 – 81  | —       | 83 – 69 | 70 – 67 |
| Union Olimpija | 71 – 80 | 57 – 65 | 77 – 90 | 57 – 72 | 80 – 72  | 78 – 77 | —       | 66 – 76 |
| Venezia        | 101–103 | 108–101 | 70 – 67 | 92 – 91 | 102 – 93 | 78 – 67 | 84 – 67 | —       |

### Gruppo D

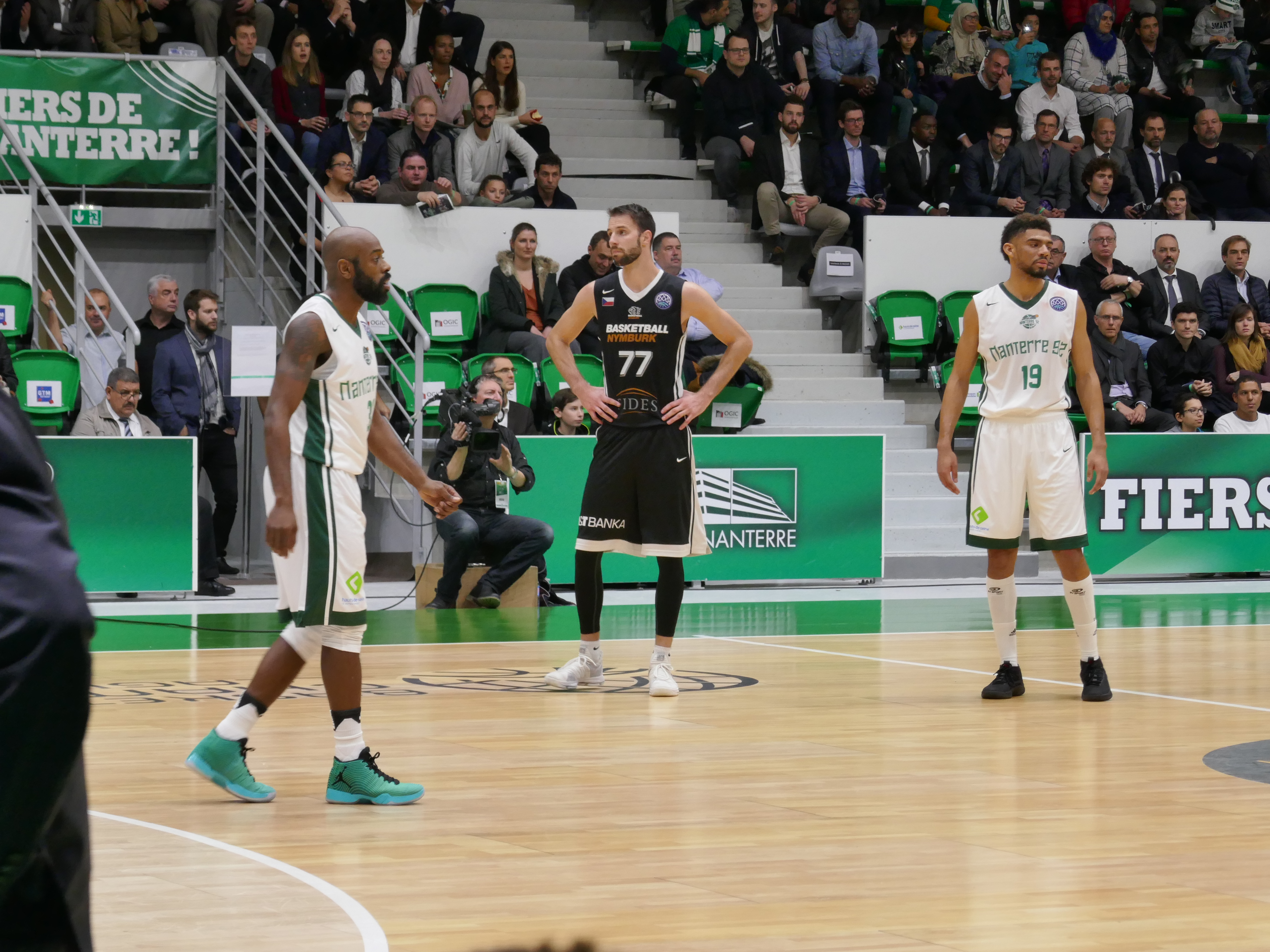
Jamar Wilson, Vojtěch Hruban e Bathiste Tchouaffé in Nanterre - CEZ Nymburk

|    | Squadra           | P.ti | G  | V  | P  | PF   | PS   | DP   | SD  |
| -- | ----------------- | ---- | -- | -- | -- | ---- | ---- | ---- | --- |
| 1. | Beşiktaş          | 24   | 14 | 10 | 4  | 1111 | 1030 | +81  | 2-0 |
| 2. | ČEZ Nymburk       | 24   | 14 | 10 | 4  | 1152 | 1100 | +52  | 0-2 |
| 3. | Nanterre 92       | 23   | 14 | 9  | 5  | 1149 | 1091 | +58  |     |
| 4. | Zielona Góra      | 20   | 14 | 6  | 8  | 1075 | 1087 | -12  | 3-1 |
| 5. | Scandone Avellino | 20   | 14 | 6  | 8  | 1049 | 1028 | +21  | 2-2 |
| 6. | Ostenda           | 20   | 14 | 6  | 8  | 975  | 1050 | -75  | 1-2 |
| 7. | Telekom Bonn      | 19   | 14 | 5  | 9  | 1079 | 1095 | -16  |     |
| 8. | Aris Salonicco    | 18   | 14 | 4  | 10 | 930  | 1039 | -109 |     |

| Squadra      | ARI     | AVE     | BES     | BON      | CEZ     | NAN     | OST     | ZIE     |
| ------------ | ------- | ------- | ------- | -------- | ------- | ------- | ------- | ------- |
| Aris         | —       | 59 – 56 | 65 – 72 | 69 – 75  | 65 – 71 | 70 – 62 | 66 – 70 | 70 – 64 |
| Avellino     | 79 – 66 | —       | 90 – 74 | 61 – 69  | 80 – 63 | 102–106 | 66 – 57 | 57 – 64 |
| Besiktas     | 83 – 61 | 80 – 86 | —       | 95 – 79  | 91 – 80 | 79 – 74 | 87 – 77 | 65 – 60 |
| Bonn         | 76 – 59 | 79 – 74 | 73 – 74 | —        | 87 – 89 | 62 – 84 | 66 – 74 | 72 – 58 |
| CEZ Nymburk  | 99 – 70 | 81 – 77 | 64 – 70 | 106 – 98 | —       | 72 – 81 | 86 – 72 | 84 – 70 |
| Nanterre     | 91 – 63 | 89 – 81 | 73 – 68 | 93 – 90  | 84 – 90 | —       | 75 – 74 | 95 – 82 |
| Ostenda      | 69 – 67 | 51 – 61 | 49 – 77 | 86 – 84  | 73 – 79 | 73 – 60 | —       | 82 – 78 |
| Zielona Gora | 72 – 80 | 90 – 79 | 99 – 96 | 73 – 69  | 82 – 88 | 85 – 82 | 98 – 68 | —       |

## Fase ad eliminazione diretta

### Squadre classificate
| Teste di serie | Non teste di serie |

| Gruppo | Primo posto       | Secondo posto   | Terzo posto    | Quarto posto      |
| ------ | ----------------- | --------------- | -------------- | ----------------- |
| A      | Monaco            | Karşıyaka       | EWE Oldenburg  | Murcia            |
| B      | Canarias Tenerife | R. Ludwigsburg  | PAOK Salonicco | Neptūnas Klaipėda |
| C      | Strasburgo        | Bandırma Banvit | AEK Atene      | Bayreuth          |
| D      | Beşiktaş          | ČEZ Nymburk     | Nanterre 92    | Zielona Góra      |

### Tabellone
|  | Ottavi di finale  | Ottavi di finale | Ottavi di finale | Ottavi di finale |     |                 | Quarti di finale | Quarti di finale | Quarti di finale | Quarti di finale |
|  |                   |                  |                  |                  |     |                 |                  |                  |                  |                  |
|  | Nanterre 92       | 66               | 64               | 130              |     |                 |                  |                  |                  |                  |
|  | Bandırma Banvit   | 74               | 73               | 147              |     |                 |                  |                  |                  |                  |
|  | Bandırma Banvit   | 74               | 73               | 147              |     | Bandırma Banvit | 77               | 75               | 152              |                  |
|  |                   |                  |                  |                  |     | Bandırma Banvit | 77               | 75               | 152              |                  |
|  |                   | Monaco           | 85               | 74               | 159 |                 |                  |                  |                  |                  |
|  | Zielona Góra      | Monaco           | 85               | 74               | 159 | 82              | 60               | 142              |                  |                  |
|  | Zielona Góra      |                  |                  |                  |     | 82              | 60               | 142              |                  |                  |
|  | Monaco            | 84               | 90               | 174              |     |                 |                  |                  |                  |                  |
|  |                   |                  |                  |                  |     |                 |                  |                  |                  |                  |
|  | PAOK Salonicco    | 74               | 67               | 141              |     |                 |                  |                  |                  |                  |
|  | Karşıyaka         | 68               | 79               | 147              |     |                 |                  |                  |                  |                  |
|  | Karşıyaka         | 68               | 79               | 147              |     | Karşıyaka       | 65               | 72               | 137              |                  |
|  |                   |                  |                  |                  |     | Karşıyaka       | 65               | 72               | 137              |                  |
|  |                   | Murcia           | 79               | 81               | 160 |                 |                  |                  |                  |                  |
|  | Murcia            | Murcia           | 79               | 81               | 160 | 66              | 83               | 149              |                  |                  |
|  | Murcia            |                  |                  |                  |     | 66              | 83               | 149              |                  |                  |
|  | Canarias Tenerife | 71               | 72               | 143              |     |                 |                  |                  |                  |                  |
|  |                   |                  |                  |                  |     |                 |                  |                  |                  |                  |
|  | AEK Atene         | 88               | 93               | 181              |     |                 |                  |                  |                  |                  |
|  | ČEZ Nymburk       | 98               | 82               | 180              |     |                 |                  |                  |                  |                  |
|  | ČEZ Nymburk       | 98               | 82               | 180              |     | AEK Atene       | 78               | 83               | 161              |                  |
|  |                   |                  |                  |                  |     | AEK Atene       | 78               | 83               | 161              |                  |
|  |                   | Strasburgo       | 69               | 83               | 152 |                 |                  |                  |                  |                  |
|  | Neptūnas Klaipėda | Strasburgo       | 69               | 83               | 152 | 73              | 78               | 151              |                  |                  |
|  | Neptūnas Klaipėda |                  |                  |                  |     | 73              | 78               | 151              |                  |                  |
|  | Strasburgo        | 68               | 88               | 156              |     |                 |                  |                  |                  |                  |
|  |                   |                  |                  |                  |     |                 |                  |                  |                  |                  |
|  | EWE Oldenburg     | 63               | 86               | 149              |     |                 |                  |                  |                  |                  |
|  | R. Ludwigsburg    | 88               | 74               | 162              |     |                 |                  |                  |                  |                  |
|  | R. Ludwigsburg    | 88               | 74               | 162              |     | R. Ludwigsburg  | 81               | 89               | 170              |                  |
|  |                   |                  |                  |                  |     | R. Ludwigsburg  | 81               | 89               | 170              |                  |
|  |                   | Bayreuth         | 86               | 77               | 163 |                 |                  |                  |                  |                  |
|  | Bayreuth          | Bayreuth         | 86               | 77               | 163 | 81              | 84               | 165              |                  |                  |
|  | Bayreuth          |                  |                  |                  |     | 81              | 84               | 165              |                  |                  |
|  | Beşiktaş          | 76               | 84               | 160              |     |                 |                  |                  |                  |                  |

### Ottavi di finale
| Squadra 1         | Totale  | Squadra 2         | Andata  | Ritorno |
| ----------------- | ------- | ----------------- | ------- | ------- |
| Nanterre 92       | 130-147 | Bandırma Banvit   | 66 - 74 | 64 - 73 |
| Zielona Góra      | 142-174 | Monaco            | 82 - 84 | 60 - 90 |
| PAOK Salonicco    | 141-147 | Karşıyaka         | 74 - 68 | 67 - 79 |
| Murcia            | 149-143 | Canarias Tenerife | 66 - 71 | 83 - 72 |
| AEK Atene         | 181-180 | ČEZ Nymburk       | 88 - 98 | 93 - 82 |
| Neptūnas Klaipėda | 151-156 | Strasburgo        | 73 - 68 | 78 - 88 |
| EWE Oldenburg     | 149-162 | R. Ludwigsburg    | 63 - 88 | 86 - 74 |
| Bayreuth          | 165-160 | Beşiktaş          | 81 - 76 | 84 - 84 |

### Quarti di finale
| Squadra 1       | Totale  | Squadra 2  | Andata  | Ritorno |
| --------------- | ------- | ---------- | ------- | ------- |
| Bandırma Banvit | 152-159 | Monaco     | 77 - 85 | 75 - 74 |
| Karşıyaka       | 137-160 | Murcia     | 65 - 79 | 72 - 81 |
| AEK Atene       | 161-152 | Strasburgo | 78 - 69 | 83 - 83 |
| R. Ludwigsburg  | 170-163 | Bayreuth   | 81 - 86 | 89 - 77 |

## Final four
La Final Four è la fase finale del torneo ed è stata disputata dal 4 al 6 maggio 2018. Il sorteggio è stato effettuato il 12 aprile. Si è giocata presso la Nikos Galīs arena di Atene, scelta tra i campi da gioco delle quattro squadre partecipanti.
|  | Semifinali     | Semifinali     | Semifinali |           |        | Finale          | Finale          | Finale          |  |
|  |                |                |            |           |        |                 |                 |                 |  |
|  | R. Ludwigsburg | R. Ludwigsburg | 65         |           |        |                 |                 |                 |  |
|  | R. Ludwigsburg | R. Ludwigsburg | 65         |           |        |                 |                 |                 |  |
|  | Monaco         | Monaco         | 87         |           |        |                 |                 |                 |  |
|  | Monaco         | Monaco         | 87         |           | Monaco | Monaco          | 94              |                 |  |
|  |                |                |            |           | Monaco | Monaco          | 94              |                 |  |
|  |                |                | AEK Atene  | AEK Atene | 100    |                 |                 |                 |  |
|  | AEK Atene      | AEK Atene      | AEK Atene  | AEK Atene | 100    | 77              |                 |                 |  |
|  | AEK Atene      | AEK Atene      |            |           |        | 77              |                 |                 |  |
|  | Murcia         | Murcia         | 75         |           |        | Finale 3º posto | Finale 3º posto | Finale 3º posto |  |
|  | Murcia         | Murcia         | 75         |           |        |                 |                 |                 |  |
|  |                |                |            |           |        |                 |                 |                 |  |
|  |                |                |            |           |        | R. Ludwigsburg  | R. Ludwigsburg  | 74              |  |
|  |                |                |            |           |        | R. Ludwigsburg  | R. Ludwigsburg  | 74              |  |
|  |                |                |            |           |        | Murcia          | Murcia          | 85              |  |

### Semifinali

#### MHP Riesen Ludwigsburg - Monaco
| Arbitri: | Aleksandar Glišić Tomas Jasevičius Manuel Mazzoni |

|                                              |            |                                      |
| Johnson 12 Peter-McNeilly 11 Cook, Walkup 10 | Punti      | 19 Kikanović 17 C. Evans 16 Robinson |
| Johnson, Walkup 2                            | Assist     | 9 Cooper                             |
| D. Evans 7                                   | Rimbalzi   | 8 C. Evans                           |
| John Patrick                                 | Allenatori | Zvezdan Mitrović                     |

| Quintetto titolare | Quintetto titolare | Quintetto titolare   | Pt | Rim | Ass |
| ------------------ | ------------------ | -------------------- | -- | --- | --- |
| P                  | 3                  | Kerron Johnson       | 12 | 2   | 2   |
| G                  | 4                  | David McCray         | 0  | 2   | 1   |
| AP                 | 0                  | Thomas Walkup        | 10 | 5   | 2   |
| AG                 | 23                 | Elgin Cook           | 10 | 4   | 1   |
| C                  | 19                 | Adam Waleskowski     | 6  | 3   | 1   |
| Panchina:          |                    |                      |    |     |     |
| AG                 | 1                  | Dwayne Evans         | 9  | 7   | 1   |
| P                  | 7                  | Niklas Geske         | 0  | 0   | 1   |
| G                  | 10                 | Adika Peter-McNeilly | 11 | 0   | 0   |
| G                  | 11                 | Malik Müller         | 0  | 2   | 0   |
| AP                 | 12                 | Florian Koch         | 0  | 0   | 0   |
| AG                 | 17                 | Mateo Seric          | 2  | 1   | 0   |
| AG                 | 42                 | Jacob Wiley          | 5  | 3   | 0   |
| Allenatore:        |                    |                      |    |     |     |
| John Patrick       |                    |                      |    |     |     |

| Ludwigsburg |  | Monaco |

| Ludwigsburg   | Statistiche        | Monaco        |
| ------------- | ------------------ | ------------- |
|               | Statistiche        |               |
| 19/38 (50%)   | Tiro da 2          | 23/34 (67.7%) |
| 4/17 (23.5%)  | Tiro da 3          | 9/28 (32.1%)  |
| 15/23 (65.2%) | Tiri liberi        | 14/23 (60.9%) |
| 13            | Rimbalzi offensivi | 13            |
| 21            | Rimbalzi offensivi | 22            |
| 34            | Rimbalzi totali    | 35            |
| 9             | Assist             | 27            |
| 16            | Palle perse        | 9             |
| 7             | Palle rubate       | 11            |
| 1             | Stoppate           | 2             |
| 16            | Falli              | 21            |

| Quintetto titolare | Quintetto titolare | Quintetto titolare | Pt | Rim | Ass |
| ------------------ | ------------------ | ------------------ | -- | --- | --- |
| P                  | 2                  | D.J. Cooper        | 2  | 1   | 9   |
| G                  | 22                 | Gerald Robinson    | 16 | 3   | 1   |
| AP                 | 8                  | Serhij Hladyr      | 12 | 0   | 0   |
| AG                 | 5                  | Amara Sy           | 10 | 2   | 4   |
| C                  | 9                  | Elmedin Kikanović  | 19 | 7   | 1   |
| Panchina:          |                    |                    |    |     |     |
| P                  | 4                  | Aaron Craft        | 7  | 3   | 3   |
| AP                 | 6                  | Paul Lacombe       | 2  | 4   | 5   |
| AG                 | 7                  | Damjan Rudež       | 0  | 1   | 0   |
| AP                 | 10                 | Romain Poinas      | 0  | 0   | 0   |
| AG                 | 14                 | Georgi Joseph      | 2  | 3   | 1   |
| AG                 | 23                 | Christopher Evans  | 17 | 8   | 3   |
| C                  | 24                 | Ali Traoré         | 0  | 0   | 0   |
| Allenatore:        |                    |                    |    |     |     |
| Zvezdan Mitrović   |                    |                    |    |     |     |

#### AEK Atene - UCAM Murcia
| Arbitri: | Srđan Dožai Tolga Sahin Marius Ciulin |

|                               |            |                             |
| Harris 20 Punter 16 Šakota 15 | Punti      | 19 Benite 17 Hannah 12 Soko |
| Xanthopoulos 7                | Assist     | 6 Hannah                    |
| Hunter 6                      | Rimbalzi   | 12 Rojas                    |
| Dragan Šakota                 | Allenatori | Ibon Navarro                |

| Quintetto titolare | Quintetto titolare | Quintetto titolare      | Pt   | Rim  | Ass  |
| ------------------ | ------------------ | ----------------------- | ---- | ---- | ---- |
| P                  | 2                  | Mike Green              | 7    | 3    | 3    |
| G                  | 12                 | Giannoulīs Larentzakīs  | 3    | 1    | 1    |
| AP                 | 3                  | Manny Harris            | 20   | 2    | 1    |
| AG                 | 1                  | Delroy James            | 6    | 0    | 1    |
| C                  | 32                 | Vince Hunter            | 0    | 6    | 0    |
| Panchina:          |                    |                         |      |      |      |
| G                  | 0                  | Kevin Punter            | 16   | 3    | 0    |
| P                  | 4                  | Vasilīs Xanthopoulos    | 0    | 2    | 7    |
| AG                 | 5                  | Dušan Šakota            | 15   | 4    | 2    |
| AP                 | 8                  | Panagiōtīs Vasilopoulos | 1    | 3    | 0    |
| AP                 | 9                  | Edin Atić               | n.e. | n.e. | n.e. |
| C                  | 22                 | Dīmītrīs Mauroeidīs     | 9    | 5    | 0    |
| C                  | 24                 | Vasilīs Kavvadas        | 0    | 0    | 0    |
| Allenatore:        |                    |                         |      |      |      |
| Dragan Šakota      |                    |                         |      |      |      |

| AEK |  | Murcia |

| AEK           | Statistiche        | Murcia        |
| ------------- | ------------------ | ------------- |
|               | Statistiche        |               |
| 17/31 (54.8%) | Tiro da 2          | 19/43 (44.1%) |
| 8/22 (36.4%)  | Tiro da 3          | 6/20 (30%)    |
| 19/31 (61.3%) | Tiri liberi        | 19/25 (76%)   |
| 6             | Rimbalzi offensivi | 15            |
| 26            | Rimbalzi difensivi | 29            |
| 32            | Rimbalzi totali    | 44            |
| 15            | Assist             | 14            |
| 14            | Palle perse        | 15            |
| 9             | Palle rubate       | 10            |
| 6             | Stoppate           | 3             |
| 25            | Falli              | 28            |

| Quintetto titolare | Quintetto titolare | Quintetto titolare | Pt   | Rim  | Ass  |
| ------------------ | ------------------ | ------------------ | ---- | ---- | ---- |
| P                  | 11                 | Clevin Hannah      | 17   | 4    | 6    |
| G                  | 12                 | Brad Oleson        | 10   | 0    | 2    |
| AP                 | 27                 | Sadiel Rojas       | 8    | 12   | 3    |
| AG                 | 0                  | Ovie Soko          | 12   | 8    | 2    |
| C                  | 24                 | Kevin Tumba        | 5    | 6    | 0    |
| Panchina:          |                    |                    |      |      |      |
| AP                 | 1                  | Lazar Mutić        | n.e. | n.e. | n.e. |
| G                  | 3                  | Álex Urtasun       | 0    | 0    | 0    |
| AG                 | 6                  | José Ángel Antelo  | 0    | 2    | 0    |
| G                  | 8                  | Vítor Benite       | 19   | 1    | 1    |
| P                  | 9                  | Charlon Kloof      | 0    | 0    | 0    |
| AG                 | 13                 | Vitor Faverani     | n.e. | n.e. | n.e. |
| C                  | 23                 | Augusto Lima       | 4    | 6    | 0    |
| Allenatore:        |                    |                    |      |      |      |
| Ibon Navarro       |                    |                    |      |      |      |

### Finali

#### Finale 3º/4º posto
| Arbitri: | Manuel Mazzoni Petar Obradović Marius Ciulin |

|                                                   |            |                           |
| Johnson 17 Cook, Peter-McNeilly 11 Waleskowski 10 | Punti      | 18 Rojas 15 Soko 12 Kloof |
| Johnson 9                                         | Assist     | 8 Hannah                  |
| Evans 5                                           | Rimbalzi   | 10 Soko                   |
| John Patrick                                      | Allenatori | Ibon Navarro              |

| Quintetto titolare | Quintetto titolare | Quintetto titolare   | Pt   | Rim  | Ass  |
| ------------------ | ------------------ | -------------------- | ---- | ---- | ---- |
| P                  | 3                  | Kerron Johnson       | 17   | 3    | 9    |
| G                  | 4                  | David McCray         | 2    | 0    | 0    |
| AP                 | 0                  | Thomas Walkup        | 7    | 4    | 2    |
| AG                 | 23                 | Elgin Cook           | 11   | 0    | 2    |
| C                  | 19                 | Adam Waleskowski     | 10   | 4    | 3    |
| Panchina:          |                    |                      |      |      |      |
| AG                 | 1                  | Dwayne Evans         | 6    | 5    | 1    |
| P                  | 7                  | Niklas Geske         | 0    | 0    | 1    |
| G                  | 10                 | Adika Peter-McNeilly | 11   | 4    | 2    |
| G                  | 11                 | Malik Müller         | 6    | 3    | 0    |
| AP                 | 12                 | Florian Koch         | 4    | 1    | 0    |
| AG                 | 17                 | Mateo Seric          | n.e. | n.e. | n.e. |
| AG                 | 42                 | Jacob Wiley          | 0    | 0    | 1    |
| Allenatore:        |                    |                      |      |      |      |
| John Patrick       |                    |                      |      |      |      |

| Ludwigsburg |  | Murcia |

| Ludwigsburg   | Statistiche        | Murcia        |
| ------------- | ------------------ | ------------- |
|               | Statistiche        |               |
| 20/39 (51.3%) | Tiro da 2          | 18/37 (48.6%) |
| 7/22 (31.8%)  | Tiro da 3          | 9/24 (37.5%)  |
| 13/18 (72.2%) | Tiri liberi        | 22.31 (71%)   |
| 7             | Rimbalzi offensivi | 17            |
| 21            | Rimbalzi difensivi | 29            |
| 28            | Rimbalzi totali    | 46            |
| 20            | Assist             | 23            |
| 12            | Palle perse        | 17            |
| 11            | Palle rubate       | 8             |
| 3             | Stoppate           | 4             |
| 26            | Falli              | 20            |

| Quintetto titolare | Quintetto titolare | Quintetto titolare | Pt   | Rim  | Ass  |
| ------------------ | ------------------ | ------------------ | ---- | ---- | ---- |
| P                  | 11                 | Clevin Hannah      | 10   | 2    | 8    |
| G                  | 12                 | Brad Oleson        | 3    | 1    | 3    |
| AP                 | 27                 | Sadiel Rojas       | 18   | 9    | 1    |
| AG                 | 0                  | Ovie Soko          | 15   | 10   | 0    |
| C                  | 23                 | Augusto Lima       | 8    | 3    | 1    |
| Panchina:          |                    |                    |      |      |      |
| AP                 | 1                  | Lazar Mutić        | n.e. | n.e. | n.e. |
| G                  | 3                  | Álex Urtasun       | 6    | 3    | 4    |
| AG                 | 6                  | José Ángel Antelo  | n.e. | n.e. | n.e. |
| G                  | 8                  | Vítor Benite       | 8    | 1    | 2    |
| P                  | 9                  | Charlon Kloof      | 12   | 3    | 4    |
| AG                 | 13                 | Vitor Faverani     | n.e. | n.e. | n.e. |
| C                  | 24                 | Kevin Tumba        | 5    | 8    | 0    |
| Allenatore:        |                    |                    |      |      |      |
| Ibon Navarro       |                    |                    |      |      |      |

#### Finale
| Arbitri: | Aleksandar Glišić Tomas Jasevičius Mārtiņš Kozlovskis |

|                                    |            |                                     |
| Hladyr 18 Robinson 13 Kikanović 12 | Punti      | 19 Green 16 Punter, Šakota 13 James |
| Cooper 9                           | Assist     | 6 Xanthopoulos                      |
| Kikanović 6                        | Rimbalzi   | 10 Harris                           |
| Zvezdan Mitrović                   | Allenatori | Dragan Šakota                       |

| Quintetto titolare | Quintetto titolare | Quintetto titolare | Pt   | Rim  | Ass  |
| ------------------ | ------------------ | ------------------ | ---- | ---- | ---- |
| P                  | 2                  | D.J. Cooper        | 8    | 1    | 9    |
| G                  | 22                 | Gerald Robinson    | 13   | 2    | 3    |
| AP                 | 6                  | Paul Lacombe       | 2    | 4    | 5    |
| AG                 | 5                  | Amara Sy           | 8    | 2    | 0    |
| C                  | 9                  | Elmedin Kikanović  | 12   | 6    | 0    |
| Panchina:          |                    |                    |      |      |      |
| P                  | 4                  | Aaron Craft        | 9    | 5    | 4    |
| AG                 | 7                  | Damjan Rudež       | 0    | 0    | 0    |
| AP                 | 8                  | Serhij Hladyr      | 18   | 5    | 0    |
| AP                 | 10                 | Romain Poinas      | n.e. | n.e. | n.e. |
| AG                 | 14                 | Georgi Joseph      | 0    | 0    | 0    |
| AG                 | 23                 | Christopher Evans  | 6    | 4    | 1    |
| C                  | 24                 | Ali Traoré         | 8    | 2    | 2    |
| Allenatore:        |                    |                    |      |      |      |
| Zvezdan Mitrović   |                    |                    |      |      |      |

| Monaco |  | AEK |

| Monaco        | Statistiche        | AEK           |
| ------------- | ------------------ | ------------- |
|               | Statistiche        |               |
| 24/45 (53.3%) | Tiro da 2          | 23/45 (51.1%) |
| 7/19 (36.8%)  | Tiro da 3          | 9/17 (52.9%)  |
| 25/35 (71.4%) | Tiri liberi        | 27/40 (67.5%) |
| 13            | Rimbalzi offensivi | 11            |
| 25            | Rimbalzi difensivi | 23            |
| 38            | Rimbalzi totali    | 34            |
| 21            | Assist             | 18            |
| 13            | Palle perse        | 12            |
| 6             | Palle rubate       | 9             |
| 7             | Stoppate           | 6             |
| 30            | Falli              | 26            |

| Quintetto titolare | Quintetto titolare | Quintetto titolare      | Pt   | Rim  | Ass  |
| ------------------ | ------------------ | ----------------------- | ---- | ---- | ---- |
| P                  | 2                  | Mike Green              | 19   | 5    | 3    |
| G                  | 12                 | Giannoulīs Larentzakīs  | 8    | 0    | 2    |
| AP                 | 3                  | Manny Harris            | 9    | 10   | 4    |
| AG                 | 1                  | Delroy James            | 13   | 4    | 1    |
| C                  | 32                 | Vince Hunter            | 10   | 4    | 0    |
| Panchina:          |                    |                         |      |      |      |
| G                  | 0                  | Kevin Punter            | 16   | 0    | 0    |
| P                  | 4                  | Vasilīs Xanthopoulos    | 2    | 2    | 6    |
| AG                 | 5                  | Dušan Šakota            | 16   | 2    | 1    |
| AP                 | 8                  | Panagiōtīs Vasilopoulos | 0    | 2    | 1    |
| AP                 | 9                  | Edin Atić               | n.e. | n.e. | n.e. |
| C                  | 22                 | Dīmītrīs Mauroeidīs     | 7    | 2    | 0    |
| C                  | 24                 | Vasilīs Kavvadas        | n.e. | n.e. | n.e. |
| Allenatore:        |                    |                         |      |      |      |
| Dragan Šakota      |                    |                         |      |      |      |

## Premi

### MVP di giornata
Gironi
| Turno | Giocatore            | Squadra           | VAL |
| ----- | -------------------- | ----------------- | --- |
| 1     | Jarrod Jones         | Karşıyaka         | 33  |
| 2     | Adam Smith           | Élan Chalon       | 31  |
| 3     | Byron Allen          | EWE Oldenburg     | 26  |
| 4     | Adonis Thomas        | Bandırma Banvit   | 23  |
| 5     | D.J. Kennedy         | Karşıyaka         | 35  |
| 6     | Arnas Butkevičius    | Neptūnas Klaipėda | 42  |
| 7     | Corey Walden         | Hapoel Holon      | 30  |
| 8     | Leuterīs Mpochōridīs | Aris Salonicco    | 32  |
| 9     | Jamal Shuler         | Nanterre 92       | 26  |
| 10    | Dardan Berisha       | ČEZ Nymburk       | 24  |
| 11    | Ovie Soko            | Murcia            | 31  |
| 12    | Dee Bost             | Strasburgo        | 30  |
| 13    | Goran Suton          | Estudiantes       | 34  |
| 14    | Manny Harris         | AEK Atene         | 31  |

Fase finale
| Turno  | Giocatore       | Squadra   | VAL   |
| ------ | --------------- | --------- | ----- |
| Ottavi | Manny Harris    | AEK Atene | 34/32 |
| Quarti | Gerald Robinson | Monaco    | 19/34 |

### Quintetti ideali
- Basketball Champions League Star Lineup:
  -  Manny Harris (  AEK Atene )
  -  D.J. Kennedy (  Karşıyaka )
  -  Ovie Soko (  Murcia )
  -  Louis Labeyrie (  Strasburgo )
  -  Elmedin Kikanović (  Monaco )
- Basketball Champions League Second Best Team:
  -  Kendrick Ray  (  ČEZ Nymburk )
  -  Gabe York (  Bayreuth )
  -  Chris Evans (  Monaco )
  -  Dušan Šakota (  AEK Atene )
  -  Gašper Vidmar (  Bandırma Banvit )

### Riconoscimenti individuali
- Basketball Champions League MVP:  Manny Harris,  AEK Atene
- Basketball Champions League Final Four MVP:  Mike Green,  AEK Atene
- Basketball Champions League Best Young Player:  Arnoldas Kulboka,  Orlandina
- Basketball Champions League Best Coach:  John Patrick,  R. Ludwigsburg

## Montepremi
Il montepremi della competizione ammonta a 3.500.000 euro così ripartiti:
- Primo posto: 1.000.000
- secondo posto: 400.000
- terzo posto: 200.000
- quarto posto: 140.000
- quarti di finale: 100.000
- ottavi di finale: 70.000
- stagione regolare: 50.000